# سترانسکا سکالا
سترانسکا سکالا (به لاتین: Stránská skála) یک منطقهٔ مسکونی در جمهوری چک است که در ناحیه برنو-تسیتی واقع شده‌است. سترانسکا سکالا ۲۵۵–۳۱۰ متر بالاتر از سطح دریا واقع شده‌است.